# Georg Dertinger
Georg Dertinger (ur. 25 grudnia 1902 w Berlinie, zm. 21 stycznia 1968 w Lipsku) – niemiecki dziennikarz i polityk, minister spraw zagranicznych NRD (1949–1953).

## Życiorys
Po ukończeniu studiów z dziedziny prawa i ekonomii pracował dla gazety „Magdeburger Volkszeitung”, a później „Stahlhelm”. Był członkiem Niemieckiej Narodowej Partii Ludowej (Deutschnationale Volkspartei, DNVP) oraz bliskim współpracownikiem Franza von Papena. W latach 30. pracował w gazecie „Dienst aus Deutschland” i innych pismach lokalnych.
Po zakończeniu II wojny światowej był współzałożycielem oraz członkiem zarządu CDU w NRD. W 1949 uzyskał mandat posła do Izby Ludowej. W tym samym roku mianowano go ministrem spraw zagranicznych w rządzie Otto Grotewohla. 6 lipca 1950 wraz z premierem podpisał Układ Zgorzelecki między Polską a NRD.
15 stycznia 1953 aresztowany, przetrzymywany w więzieniu Stasi w Berlin-Hohenschönhausen (1953-1954), skazany przez Sąd Najwyższy NRD w procesie pokazowym na 15 lat więzienia za „szpiegostwo i współpracę ze służbami specjalnymi państw zachodnich”, karę odbywał w zakładzie w Budziszynie.
W 1964 ułaskawiony, podjął pracę w Wydawnictwie Sankt Benno w Lipsku.
Wraz z Dertingerem represjom poddano całą rodzinę: żonę (skazana na 8 lat), syna Rudolfa (skazany na 3 lata, później uciekł do RFN, gdzie został dziennikarzem), matkę (aresztowana, a później zesłana w Rudawy), córkę Oktavię (aresztowana, a później wysłana do babci w Rudawach), syna Christiana (oddano go na wychowanie nowym rodzicom związanym z SED).
Odznaczony m.in. Orderem Polonia Restituta.